# Silent Souls
Silent Souls (Ovsjanki) è un film del 2010 diretto da Aleksej Fedorčenko.

## Trama
Dopo la morte della moglie Tanya, Miron chiede aiuto all'amico Aist per preparare la di lei sepoltura secondo la tradizione Merya, antico popolo russo che vive nei pressi del lago Nero.
I due amici proseguono il viaggio per la sepoltura in compagnia della moglie assieme a due uccellini in gabbia, durante il quale Miron si confida con Aist sulla vita della moglie.